# André van der Braak
Andreas Franciscus Martinus (André) van der Braak (Amsterdam, 21 maart 1963) is een Nederlands filosoof en zenleraar.

## Biografie
Van der Braak, rooms-katholiek opgevoed, studeerde na zijn middelbareschooltijd in Bussum klinische psychologie en comparatieve filosofie aan de Universiteit van Amsterdam. In 1986 studeerde hij af op een doctoraalscriptie over Friedrich Nietzsche en het boeddhisme.
Hij sloot zich in 1987 aan bij de spirituele beweging van de Amerikaanse goeroe Andrew Cohen. Elf jaar later nam hij er gedesillusioneerd afscheid van. Over zijn bittere ervaringen aldaar schreef hij later het boek Enlightenment Blues, waarin hij Cohen beschrijft als een ontspoorde leraar, een narcist en een machtswellusteling.
Van der Braak liet zich na zijn Amerikaanse avontuur omscholen en werkte een aantal jaren als manager in de ICT. Onderwijl was hij bezig met het schrijven van een proefschrift over Nietzsche. In 2004 promoveerde hij daarop aan de Radboud Universiteit Nijmegen. Van 2007 tot 2009 was hij directeur van de Stichting Filosofie Oost-West (FOW).
Sinds 1981 beoefent hij boeddhistische meditatie en sinds 2001 zazen bij Nico Tydeman. Tot 2014 was hij zenleraar aan het Zen Centrum Amsterdam. In 2013 ontving hij de autorisatie tot leraar (dharma transmissie) van zenleraar Ton Lathouwers. Sindsdien is hij werkzaam als zenleraar binnen de Maha Karuna Chan. 
Van der Braak is sinds 2012 verbonden aan de Vrije Universiteit Amsterdam, aanvankelijk als bijzonder hoogleraar en later als gewoon hoogleraar ‘Boeddhistische filosofie in dialoog met andere levensbeschouwelijke tradities’. Van 2013 tot 2017 was hij tevens werkzaam als onderzoeker bij het Dominicaans Studiecentrum voor Theologie en Samenleving.